# Neu-Oberhausen
Neu-Oberhausen ist eine Siedlung in der Katastralgemeinde Oberhausen in der Stadtgemeinde Groß-Enzersdorf im Bezirk Gänserndorf in Niederösterreich. Sie befindet sich im Osten Österreichs im Marchfeld.

## Kultur und Sehenswürdigkeiten
- Der Jüdische Friedhof Groß-Enzersdorf in Neu-Oberhausen wurde 1889 angelegt. Noch vor dem Zweiten Weltkrieg fand 1938 die letzte Beisetzung statt. Heute umfasst der kleine Friedhof 86 Grabstellen.[1]
- Mit dem Anschluss Österreichs an Hitler-Deutschland entstand ein Teilstück des Projektes Donau-Oder-Kanal in Neu-Oberhausen. Dort befindet sich in den Sommermonaten ein Bade-Klub.
- Seit 1992 gibt es im Dorf den „Natur Schau! Garten“ von Sabine Martini.